# Sint-Johannesbasiliek
De Sint-Johannesbasiliek is  het grootste rooms-katholieke kerkgebouw van Berlijn. Het is de kathedraal van het Duitse Militair Ordinatiaat en werd gewijd aan Johannes de Doper. De kerk bevindt zich in het stadsdeel Neukölln en is gelegen aan de Lilienthalstraße. Paus Pius X verleende de kerk op 3 december 1906 de eretitel basilica minor.

## Geschiedenis
De eerste steen van de kerk, die als katholieke garnizoenskerk werd gebouwd, werd in 1894 gelegd. De architect van de kerk was August Menken (*1858-†1903), een vertegenwoordiger van het historisme en bouwer van vele sacrale bouwwerken.  Hij ontwierp de kerk als basiliek in de rijnlands-romaanse stijl. Tegelijkertijd met de Sint-Johannesbasiliek werd de Kerk aan de Südstern gebouwd, de protestantse garnizoenskerk aan de Südstern. De plechtige inwijding van beide garnizoenskerken volgde op 8 mei 1897 in aanwezigheid van keizer Wilhelm en keizerin Augusta Victoria.
Op 3 december 1906 werd de kerk door paus Pius X verheven tot basilica minor.
De Johannesbasiliek wist beide wereldoorlogen verhoudingsgewijs redelijk ongehavend te doorstaan. Vanwege de militaire positie mocht de kerk in de Eerste Wereldoorlog zelfs de klokken behouden. In de Tweede Wereldoorlog moesten de klokken echter op twee na worden afgegeven om voor oorlogsdoeleinden te worden omgesmolten. Tegen het einde van de oorlog werd een van de zijtorens beschadigd. Ook de hoofdtoren en alle ramen werden getroffen. De kerk was echter vrijwel onmiddellijk na de beëindiging van de gevechten weer bruikbaar. Omdat de Sint-Hedwigskathedraal in de oorlog zeer veel schade had geleden, werd de Sint-Johanneskerk tijdelijk de kerk van het bisdom Berlijn. 
Met de verhuizing van de Bondsregering tussen de jaren 1998-2000 naar Berlijn trok ook de nuntius naar Berlijn. De gebouwen voor de nuntiatuur werden naast de basiliek opgetrokken en in 2001 voltooid. Vanaf 2004 nam de Poolse gemeenschap gebruik van de kerk en viert er missen in de eigen taal. Sinds 1 februari 2005 is de kerk geheel in lijn met de traditie van een garnizoenskerk eveneens de kerk van de ordinaris van de Duitse strijdkrachten.
De parochiegemeenschap van de Sint-Johannes fuseerde in 2004 met de Bonifatiusparochie.   

## Architectuur
De Sint-Johannes is een drieschepige basiliek in kruisvorm met een westelijke toren en in het oosten een ronde apsis. Boven de westbouw verheft zich een vierkante toren die overgaat in een achtkante bovenbouw en bekroond wordt door een spits. Niet alleen de portaalgevel, maar ook de gevels van de armen van de dwarsschepen zijn rijkelijk met roosvensters, boogfriezen en lisenen voorzien. Langs de armen van de dwarsschepen verrijzen slanke flanktorentjes. De vensters van het kerkschip hebben romaans maaswerk. Een slanke dakruiter bekroont de viering.
De rijke neoromaanse beschilderingen en inrichting zijn volledig bewaard gebleven. Opvallend is de apsis met in het gewelf een Christus Pantokrator. Vermeldenswaard zijn ook de beschilderingen van de triomfboog en de gordelbogen, het rijke snijwerk van de altaren, de orgelkas en de fraaie vloertegels. De gebrandschilderde ramen van Helga Lingnau-Sacks zijn naoorlogs en stellen Duitse heiligen en slachtoffers van het nationaalsocialisme voor.

## Afbeeldingen

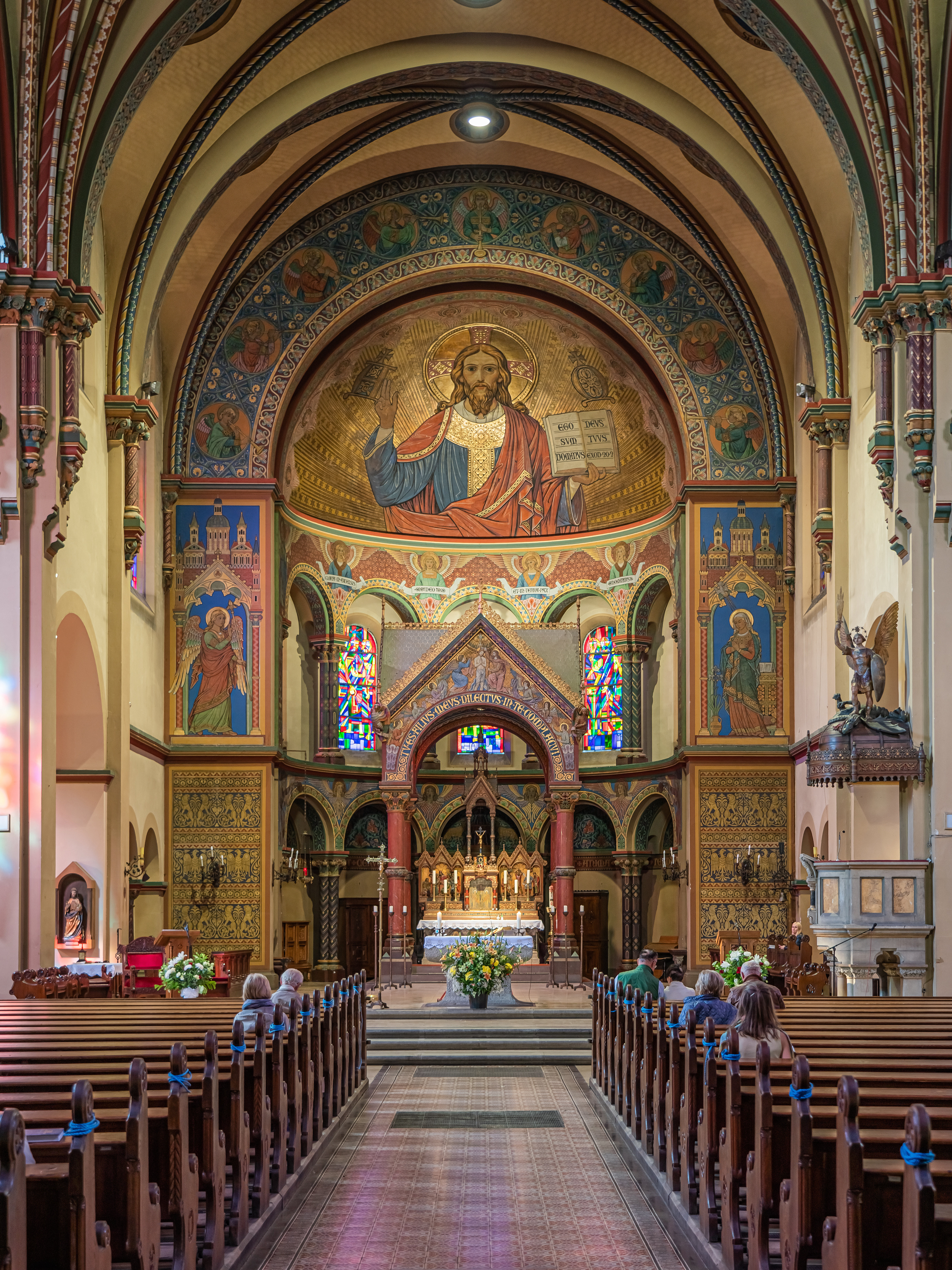
Altaar
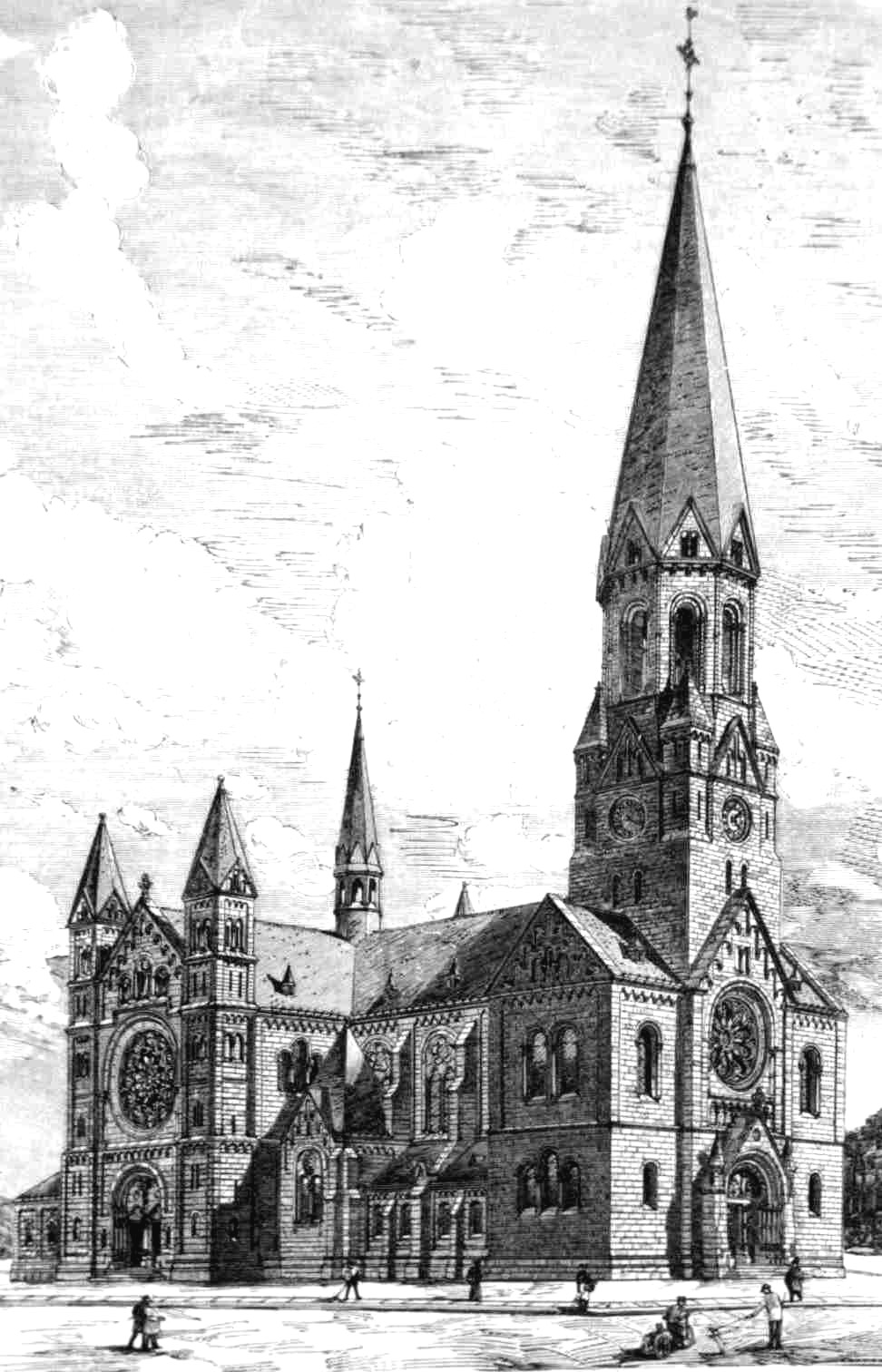
Ontwerptekening 1892
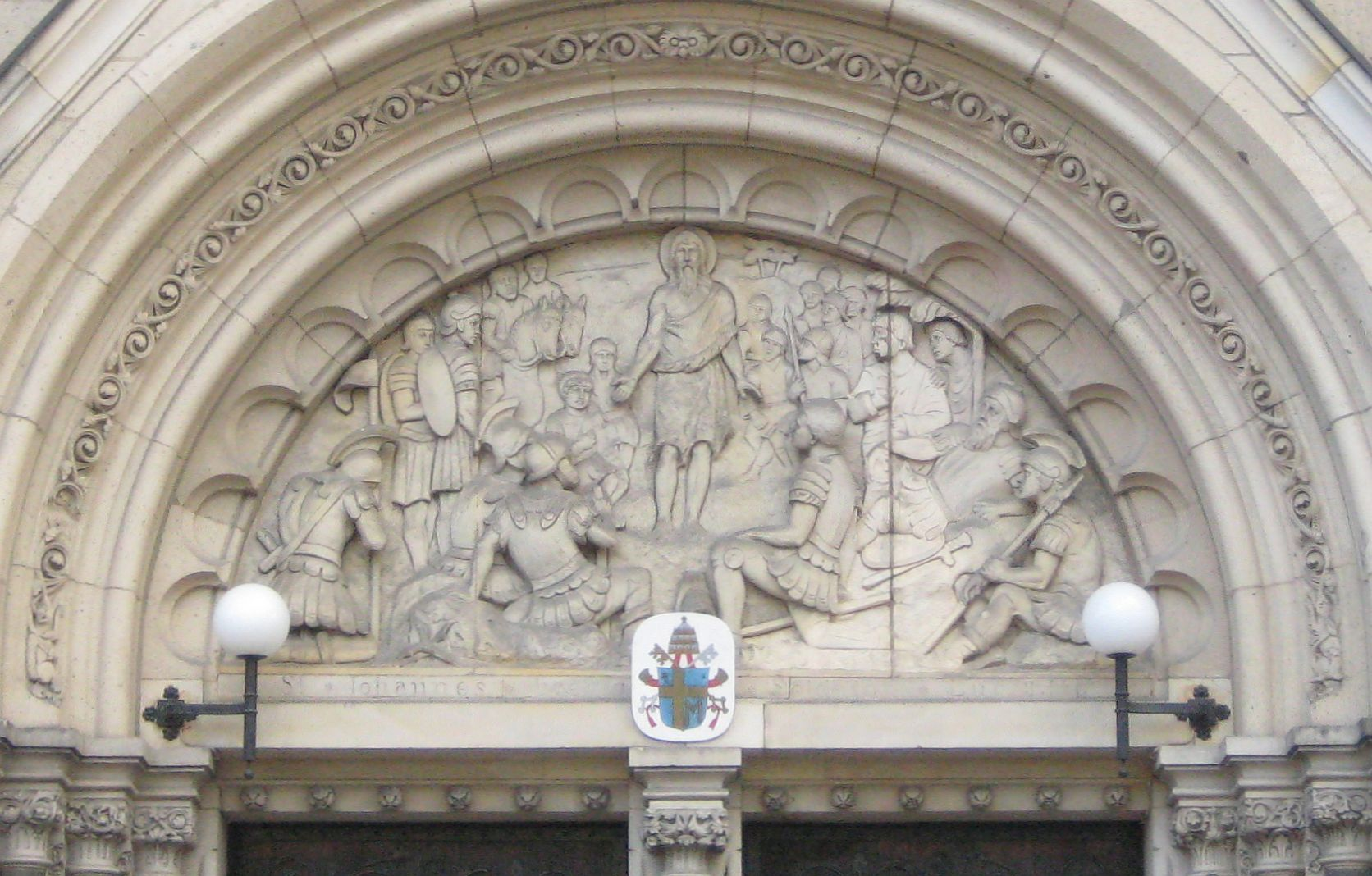
Tympanon